# Логачёв, Виктор Степанович
Виктор Степанович Логачёв (род. 1 августа 1941 года, хутор Карла Маркса) — советский, русский и украинский писатель. Член Национального союза писателей Украины (с 1979), секретарь правления Донецкого областного отделения НСПУ.

## Биография
Виктор Логачёв родился 1 августа 1941 года на хуторе Карла Маркса Новотиторевского района (ныне Динской район), Краснодарский край.
В 1960 году по комсомольской путёвке приехал в Жданов (Мариуполь) на строительство тонколистового стана «1700» металлургического завода им. Ильича. Работал разнорабочим, бетонщиком. Вскоре трудоустроился слесарем в ТЭЦ завода. Там же освоил профессию электросварщика.
В 1962 году поступил на дневное отделение Волгоградского судостроительного техникума. Проходил службу в Советской Армии на Дальнем Востоке, Северная группа войск в Польше, обеспечивал работу вертолётной радиотехники. Увлёкся журналистикой.
Демобилизовавшись, в Жданове устроился на работу в городскую газету корреспондентом. Впоследствии печатался в газетах «Комсомолец Донбасса» и «Социалистический Донбасс». В 1974 году окончил редакторский факультет Московского полиграфического института. По окончании института в 1976 году приглашён в издательство «Донбасс» на должность редактора художественной литературы. Там же работал заведующим редакции художественной литературы. С 1989 года — главный редактор журнала «Донбасс».

## Творчество
Виктор Логачёв — составитель антологии литературного Донбасса и автор ряда сборников повестей. Основная тематика произведений — сложность человеческих взаимоотношений, анализ жизненных коллизий через психологию персонажей, морально-этическая атмосфера современного села.
Является лауреатом литературных премий: премии Донецкого обкома комсомола им. Артёма (1983), дипломант Международной литературной премии имени Юрия Долгорукого (2005), премии имени Владимира Винниченко (2011). Награждён правительственными наградами: юбилейной медалью «20 лет Победы в Великой Отечественной войне 1941—1945 гг.», медалями «Ветеран труда» и «За трудовую доблесть».

## Работы
- Не за тридевять земель. 1978;
- Как по речке, по реке… 1981;
- Пред светлым домом. 1984;
- Излуки. 1987;
- Откровения после полуночи. 1990;
- В полдень на Белых прудах. 1990;
- Правы и виноваты. 2001.